# Luís de Miranda Pereira de Meneses

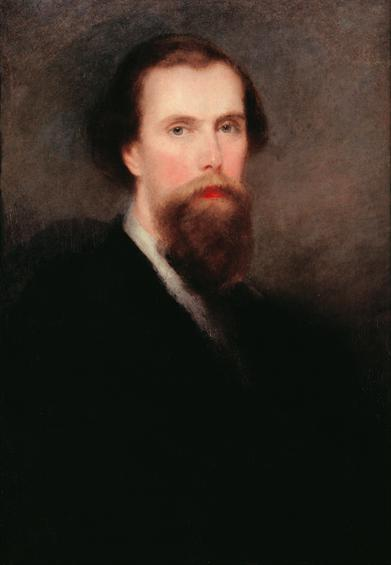
Luis de Miranda Pereira de Meneses, självporträtt.

Luís de Miranda Pereira de Meneses, född 4 april 1820 i Oporto, död 5 maj 1878 i Lissabon, var en portugisisk målare. Han var son till José António de Miranda Pereira de Meneses.
de Meneses utbildade sig i Rom under Johann Friedrich Overbeck och Ferdinando Cavalleri och förvärvade sig i synnerhet i sitt fädernesland ett betydande namn genom en rad av historie- och genretavlor. Som hans främsta arbeten nämns: Den gamle bymusikanten, Den bedjande munken, Markos Botzaris död i kriget mot turkarna, Den helige Petrus av Alcantara, Den kalabresiske herden, Ung herdinna från Abruzzobergen med flera.